# Baszków (Jakubice)
Baszków – część wsi Jakubice w Polsce, położona w województwie łódzkim, w powiecie sieradzkim, w gminie Warta.
Baszków wchodzi w skład sołectwa Jakubice.
W latach 1975–1998 Baszków administracyjnie należał do województwa sieradzkiego.